# 连花清瘟胶囊
连花清瘟，按剂型称为连花清瘟胶囊、连花清瘟颗粒、连花清瘟片，是治疗SARS期间研究的一种。该药的主要成份为连翘、金银花、炙麻黄、炒苦杏仁、石膏、板蓝根、棉马贯众、鱼腥草、广藿香、大黄、红景天、薄荷脑、甘草。以岭药业拥有此药的诸多发明专利和用途专利，2011年其制造工艺获中國国家科技进步二等奖。

## 沿革

### 研发
連花清瘟膠囊將《傷寒論》麻杏石甘湯和《溫病條辨》銀翹散結合，又加入大黃等藥物，能清熱解毒，宣肺泄熱，主治屬熱毒襲肺證的外感病。根据2004年6月30日《中国中医药报》第2168期的一篇文章《在血与火的洗礼中绽放科技之花—连花清瘟胶囊研发纪实》记述，中国的研究人员在2003年SARS期间15天内完成了“连花清瘟胶囊”的提取、浓缩、干燥、成型等生产工艺和质量标准的研究工作，并进入抗SARS新药快速审批绿色通道；从研制到获省药监局批号，再到进入国家食品药品监督管理局药品快速审批通道，仅用了一个月的时间。2004年5月，连花清瘟胶囊获国家食品药品监督管理局批准上市。
2022年4月18日，以岭药业在「互动易」上回应股民疑问，指连花清瘟「研发仅仅用了15天」一说与事实不相符，并称研发过程符合国家药品监督部门新药研发程序。
2003年2月SARS在我国广州爆发，因流感和SARS均属于中医“瘟疫”范畴，具有相似的症状表现，在后续研发过程中，公司科研团队将已开展新药研究用于治疗流感的连花清瘟定位流感和SARS两项适应症，于2003年5月完成流感、SARS药效研究及毒理研究井申报临床批件。2003年5月，国家食品药品监督管理局为促进预防、诊断、治疗非典药物尽快上市，发布了《关于防治传染性非典型肺炎药品快速审批有关事项的通知》、《防治传染性非典型肺炎药物研究的基本技术要求》，开辟“绿色通道”加快审批。2003年6月，公司分别取得了连花清瘟治疗流感临床批件（批件号：2003L02071）和连花清瘟治疗SARS临床批件（批件号：2003L02292）。公司在获批临床批件后便积极开展筹备工作，但在此过程中因SARS临床病例滅少无法满足临床试验要求，故临床研究仅开展了流感2、3期临床研究。2004年2月，连花清瘟申报生产。2004年5月9日，被国家食品药品监督管理局批准上市，用于治疗流行性感冒属热毒袭肺证（药品批准文号：国药准字Z20040063）。——以岭药业

### 列入2019冠狀病毒病中国推荐用药
2020年4月，国家药品监督管理局批准连花清瘟胶囊在原批准适应症基础上增加“新型冠状病毒肺炎轻型、普通型”新适应症；“用法用量”项则增加“新型冠状病毒肺炎轻型、普通型疗程7~10天”。2022年3月18日，中国国家卫生健康委员会發佈的《新型冠状病毒肺炎诊疗方案（试行第九版）》中，除将连花清瘟胶囊（颗粒）继续列为中医治疗医学观察期推荐用药外，还将其列为临床治疗期（确诊病例）轻型和普通型推荐用药。

### 臨床試驗
2021年进行的一项开放标签（非盲）、多中心、随机对照试验表明连花清瘟胶囊能够改善2019冠状病毒病患者症状，缩短恢复时间，并提高了CT影像的改善率，但研究因未申报的利益冲突被质疑（见“争议”节）。
2022年1月18日，新加坡衛生科學局批准一項由新加坡中華醫院副總監白偉良醫師發起，同兩家西醫診所（烏美1道 Ubi Family Clinic & Surgery 和裕廊西1道 Banyan Clinic@JW）合作就連花清瘟膠囊在新加坡開展的臨床試驗，以評估此藥在2019冠狀病毒病治愈上是否有互補的效用。參與臨床試驗的西醫診所要求冠病患者一連七天每天服用连花清瘟胶囊三次。這項研究採取隨機、雙盲及安慰劑對照的方式進行，未預計何時完成。
2022年进行的一项国际、多中心、双盲、随机安慰剂对照试验表明连花清瘟胶囊能够缩短部分症状的改善时间，并且耐受性良好，但存在对实验设计的质疑。

## 疗效
前瞻性研究发现，连花清瘟具有广谱抗流行性感冒病毒效果，能够治疗甲型H1N1流感。连花清瘟还能抑制慢性阻塞性肺疾病引发的急性炎症。2021年12月钟南山等多人在美國「藥理學研究」期刊刊文” Lianhuaqingwen exerts anti-viral and anti-inflammatory activity against novel coronavirus”，认为，连花清瘟能够抑制SARS-CoV-2的复制，降低促炎细胞因子，从而缓解2019冠状病毒病症状。在新型冠状病毒性肺炎的常规治疗中，可用于轻型、普通型引起的发热、咳嗽、乏力。
柬埔寨亦建议2019冠狀病毒病轻症患者使用连花清瘟胶囊来缓解鼻塞、感冒、流涕、咳嗽等症状。
不过在稍早，香港、新加坡均有药品管理机构及研究专家表示，无证据显示该药能够治疗或预防2019冠状病毒病。
美国国家卫生研究院 （National Institutes of Health）说，虽然连花清瘟有助于缓解症状，对其整体疗效没有定论。

### 不良反应
在2015年修订版本中，连花清瘟的说明书称不良反应“尚不明确”，后续版本将“不良反应”修订为“上市后监测数据显示本品可见以下胃肠道不良反应，如恶心、呕吐、腹痛、腹泻、腹胀、反胃，以及皮疹、瘙痒、口干、头晕等”。2022年1月的整合分析表明，此药含有61种可能有生物活性的化合物，常见胃肠道不良反应（恶心、呕吐、腹痛、腹泻、腹胀、反胃），以及皮疹、瘙痒、口干、头晕等；此文也强调“一般疗法”副作用更多。

### 新加坡衛生科學局禁止其冠病疗效声明
新加坡卫生科学局2021年11月17日发文说，只批准连花清瘟作为缓解伤风感冒症状的中成药，不允许关于该产品具冠病疗效的声明。

## 注册情况
此药除在中国大陆市场销售外，亦在香港、澳门、巴西、印度尼西亚、加拿大、莫桑比克、罗马尼亚、泰国分别以“中成药”、“药品”、“植物药”、“天然健康产品”、“食品补充剂”、“现代植物药”等名义注册获得上市许可。
| 注册/批准时间          | 国家/地区 | 注册类型     | 注册号/批准文号   | 功能主治 |
| ---------------------- | --------- | ------------ | ----------------- | --- |
| 2012年                 | 加拿大    | 天然健康产品 | 80033781          | |
| 2017年8月              | 莫桑比克  | 植物药       |                   | |
| 2018年8月              | 香港      | 中成药       | HKC-18059         | |
| 2020年3月              | 泰国      | 现代植物药   | i6300037/63（H）  | 1、用于治疗流行性感冒，症见发热、肌肉酸痛、鼻塞流涕、咳嗽、咽痛、头痛； 2、根据中医理论可解毒、泄热，用于治疗感冒，症见发热、肌肉酸痛、鼻塞流涕、咳嗽、咽痛。 |
| 2020年4月 （补充申请） | 中国大陆  | 药品         | 国药准字Z20040063 | 用于新冠病毒性肺炎轻型、普通型引起的发热、咳嗽、乏力，疗程为7至10天。                                                                                         |
| 2020年4月              | 厄瓜多尔  | 天然药物     | 192-PNE-0420      | |
| 2020年5月              | 新加坡    | 中成药       | 126634            | 缓解伤风和感冒症状的中成药，属于“受当局管制的辅助保健品”。 |
| 2020年6月              | 老挝      | 中成药       | 06TI 0261/20      | 清热解毒， 用于治疗流行性感冒产生的发烧，肌肉痛，鼻塞流涕，咳嗽，头痛，咽干咽痛，舌偏红                                                                       |
|                        | 巴西      | 植物药       |                   | |

2015年12月，连花清瘟胶囊获美国FDA批准开展二期临床研究，二期临床尚未完成，並非美國FDA的認可藥品。

## 遭禁止携带入境
由于含有管制成分，新西兰、瑞典、美国、澳大利亚均禁止携带连花清瘟入境。由于麻黄在新西兰受管制，在新西兰使用或供应连花清瘟属违法。

## 争议

### 药效论文作者未申报与药厂利益关系
论文《中药连花清瘟胶囊在新冠病人中的有效性与安全性：一个多中心、前瞻性、随机对照试验》的作者之一贾振华被质疑未能在论文中披露与连花清瘟生产商以岭药业的关系，即贾振华为以岭药业创始人吴以岭的女婿。作者随后在一份勘误中声明，以岭药业有限公司提供部分资金（占比10.41%）并捐赠了本研究的研究药物（连花清瘟胶囊，折合人民币2.96万元），但不参与本文的数据采集、统计分析和写作。

### 遭瑞典海关扣押，微信引瑞典不知名媒體攻擊瑞典
2020年5月，瑞典廣播電台报道瑞典藥品管理局及瑞典海關總署表示沒有任何研究證明連花清瘟膠囊對COVID-19具有療效，亦未取得進口批文，已將該貨品扣押在邊境。另一方面，中國工程院院士鍾南山應邀為留學生答「疫」解惑時表示，「進行實驗後，我有底氣、有證據來說，連花清瘟真的有效。」，又提到中国大使馆未经授权发放此药物。報導稱中国卫生部门将该药物描述为对冠状病毒和COVID-19有效，但在常规药物研究中尚未显示出这种效果，「瑞典海關總署对该药物进行的实验室检查表明，缉获的制剂中活性最高的成分是薄荷醇」，因為未獲藥品註冊，該藥品不得輸入境內，但是，某些草药制剂可以作为膳食补充剂获得进口许可证。中国官方媒体《环球时报》则自称引述瑞典媒体报道的检测结果称其「成分只有薄荷醇」，經查说法最初來自不知名瑞典小媒體aftonbladet+，与瑞典官方以及瑞典实验室所稱的实验结果不符。《环球时报》还称中国网民对此不屑一顾。
5月11日，以岭药业发布公吿稱，相關報導中所提到的「連花清瘟僅含有薄荷醇」與事實嚴重不符，且产品未在歐洲國家進行註冊，亦未向該國出口銷售，目前公司並不掌握報道中該國海關限制進口及其所檢測藥物來源的具體情況。至於外界傳言「加拿大拒絕連花清瘟膠囊入境是由於該藥富含馬兜鈴酸成份」，公吿表示，上述問題主要是針對連花清瘟中所含的藥材魚腥草，馬兜鈴酸是一種具有致癌性和腎毒性的化學物質，存在於馬兜鈴科植物中，而魚腥草並非馬兜鈴科植物。实际上，許多抗發炎中藥都用到的鱼腥草，不含馬兜鈴內醯胺Ⅰ，不會損害腎臟。

### 对于2019冠狀病毒病的防治效果
新加坡衛生科學局在2021年11月發表聲明指沒有證據顯示中成藥「連花清瘟」具有預防或治療冠狀病毒肺炎的功效，只是與其他舒緩普通傷風症狀的草藥一樣用於流鼻水和咳嗽等症狀。目前缺乏臨床和科學數據證明，任何中草藥可作為預防或治療的用藥，因此聲稱可預防或治療冠狀病毒肺炎是不被允許的，衛生部提醒經銷商及商家不要散播不實傳言，否則將要面對監禁及罰款，同時呼籲民眾不要聽信「連花清瘟」的謠言。
香港政府专家顾问许树昌指出該中成藥沒有經過安慰劑對照，沒有科學證明可有效紓緩2019冠狀病毒病確診症狀，而且缓解不适病症不等同治疗，有病应尽快求医，許又稱市民如要舒緩症狀，服用一般的退燒藥如撲熱息痛或阿士匹靈已有幫助。
《解放日报》下属「上观新闻」以及《楚天都市报》下属「极目新闻」引述武汉市、上海市多位医学专家，表示连花清瘟对新冠病毒无预防作用，不推荐无症状感染者服用。

### 遭曝特定人群不宜及不可服用
藥劑師崔俊明稱有論文指連花清瘟膠囊未能減低患者的病毒量，需要配合瑞德西韋等抗病毒西藥使用，雖有總結稱可降低患者變成重症的比例，但未能證明其可預防感染。註冊中醫林家揚表示連花清瘟膠囊屬於清熱解毒的成藥，不適用於寒濕屬性的人士，陰虛、體質虛弱者忌用，否則有可能削弱免疫力，並加重病情。連花清瘟膠囊因為含有金銀花，該草藥已證實會引起葡萄糖-6-磷酸脫氫酶缺乏症（蠶豆症）患者出現嚴重過敏反應，導致大量紅血球受破壞及發生急性溶血現象，造成生命危險，因此蠶豆症患者絕不可服用。
《楚天都市报》「极目新闻」也刊出报道，引述武汉多间医院专家表示连花清瘟并非适用于所有人群，强调「寒性体质的患者、脾胃虚弱的患者，不建议用连花清瘟胶囊作为常用药」。
4月20日下午，以岭药业召开媒体说明会做出回应，强调连花清瘟开展过多轮临床评价研究，是“治疗新冠的推荐用药”。同时明确，连花清瘟“具有良好的安全性，根据国家药品不良反应监测系统数据，不良反应发生率属于国际医学科学组织委员会（CIOMS）推荐定义的‘非常罕见’级别”。

### 香港民建聯非法派发未注册版本
2022年2月22日，香港衞生署在表示在近兩日的突擊搜查行動中查獲未有在香港註冊的中國大陸版連花清瘟膠囊，香港註冊中成藥的包裝都必須印有「HKC」或「HKP」開頭的註冊號碼。根據《中醫藥條例》（第549章），任何人不可銷售、進口或管有未經註冊的中成藥，非法售賣或管有未經註冊中成藥最高罰款100,000元及監禁兩年，民建聯亦被揭發在社區散發未經註冊的連花清瘟膠囊。

### 上海封控期间过度佔用有限物流资源
由于上海当局大量发放此药，又澄清其无法预防冠狀病毒肺炎，引发浪费物流运力、抗疫资金的质疑。4月14日，王思聪曾要求证监会严查厂家以岭药业，但在约一小时后，王思聪编辑了该条微博，删去了上述评论。以岭药业股价因此在4月15日下午跌停。王思聪的微博也因此在19日被禁言，其微博帐号于27日炸号，同时微信朋友圈及群聊功能被永久禁用，疑似与此事有关。此外丁香醫生刊出文章强调连花清瘟不能预防新冠病毒感染，并批评将其大量派发予未感染者这一做法是「不应该发生的事情」。

### 哄抬价格事件
2022年12月，随着防疫政策的调整，连花清瘟胶囊在中国大陆各地开始脱销，一度出现借机炒作、哄抬价格的行为。12月9日，中國国家市场监管总局表示对哄抬连花清瘟药品价格进行核查处理。初步发现涉嫌哄抬价格的线上药房，已转相关省份市场监管部门立案查处。